# Ливадишко езеро
Ливадишкото езеро (на македонска литературна норма: Ливадичко Езеро, на сръбски: Штрбачко језеро, на албански: Xholi i Livadices) е ледниково езеро в Шар, едно от големите и красивите. То е най-дълбокото от всички в планината, а по водна площ е на четвърто място. Намира се на територията на Косово.
Ливадишкото езеро е наречено по името на връх Ливадица (2491 m), под който се намира. В Косово го наричат Щръбачко по името на община Щръбце, в чиято територия влиза.
Разположено е в малък циркус северозападно под върха, на 2173 m н.в. Дълбочината му е 7,30 m, размерите му 228 на 120 m, дължината на бреговата линия е 683 m, площта е 21 декара. От Ливадишкото езеро изтича Йезерачкият поток, начален приток на Калугерска река. Оттокът е подводен. Водата на езерото е прозрачна, вижда се дори дъното.
Езерото събира водите си както от снеготопенето и валежите, така и от десет надземни извора и няколко подводни. Дълбочината му варира от 6,50 до 8,60 m, като през сезона на пълноводието се случва водите му да изтичат не само от подземния отток, а и преливайки. Минималната дълбочина е от август до октомври.
Езерото се вижда от връх Люботрън.